# Байль, Оскар
Оскар Байль (1869—1927) — чехословацкий биолог, микробиолог и медик, иммунолог.

## Биография
Родился в 1869 году. Окончил биологический и медицинский факультеты Венского университета. Был заведующим кафедрой гигиены Пражского университета.
Скончался в 1927 году.

## Научные работы
Основные научные работы посвящены иммунологии.
- Изучал агглютинацию бактерий, способность патогенных микробов вырабатывать в тканях макроорганизма вещества, подавляющие фагоцитоз.
- Развивал теорию агрессинов в соответствии с учением о ретикулоэндотелиальной системе.
- 1921 — Обнаружил спонтанный лизис бактериальной культуры.
- 1926 — Сформулировал представление о природе патогенных микробов.
- Разработал методы разделения смешанных бактериофагов.
- Положил начало развитию микробиологии и иммунологии в ЧССР.